# Jílové
Jílové (niem. Eulau) − miasto w Czechach, w kraju usteckim, nad Sazawą. Według danych z 31 grudnia 2003 powierzchnia miasta wynosiła 3657 ha, a liczba jego mieszkańców 5307 osób.
W XIV wieku Jílové było trzecim po Pradze i Kutnej Horze najbardziej znaczącym miastem Królestwa Czeskiego i liczyło ponad 10 tys. mieszkańców. Szczyt świetności przypadł na lata panowania Karola IV (1355-1378), kiedy Jílové było najważniejszym ośrodkiem wydobycia złota. Pochodzący stąd kruszec posłużył do sfinansowania wielu budynków w Pradze, w tym części obiektów Uniwersytetu Karola. Wydobycie zakończono w roku 1968 przy wydajności złoża do czterech gramów na tonę kamienia, pomimo tego, że szacowane zasoby szacowane są na około 7 ton złota. Górniczej przeszłości miasta poświęcona jest stała wystawa w miejscowym Muzeum Regionalnym.
W XIV wieku w mieście wzniesiono twierdzę, w XVI wieku przebudowaną na renesansowy zamek, w XIX wieku mieszczący przędzalnię bawełny. 
W 1756 roku w mieście urodził się kompozytor i pianista Wincenty Ferdynand Lessel.

## Demografia
| Rok             | 1970 | 1980 | 1991 | 2001 | 2003 |
| --------------- | ---- | ---- | ---- | ---- | ---- |
| Liczba ludności | 3803 | 4920 | 5195 | 5259 | 5307 |

Źródło: Czeski Urząd Statystyczny